# Nicolás Onetti
Nicolás Onetti (Azul, 11 de febrero de 1981) es un director de cine, guionista y productor cinematográfico argentino. Junto con su hermano Luciano Onetti codirigió las películas Los olvidados y Abrakadabra, y dirigió en solitario los filmes Los olvidados: Cicatrices y The Last Boy on Earth. Se ha desempeñado como productor o productor asociado en variedad de películas de terror a través de la compañía Black Mandala Films, la cual cofundó con Michael Kraetzer en 2017. 

## Biografía

### Inicios
Onetti nació en Azul, Provincia de Buenos Aires el 11 de febrero de 1981. Inició su carrera como productor cinematográfico en Sonno Profondo, filme experimental dirigido por su hermano Luciano y basado en el cine giallo italiano de la década de 1970. La película debutó en el Festival Internacional de Cine de Sitges en 2013 y tuvo repercusión en otros festivales, logrando premios y nominaciones. De acuerdo con Onetti, Sonno Profondo se filmó con una cámara Nikon D3100, y su costo de producción ascendió a los 4 000 dólares.

### Primeros trabajos como director
En 2015 produjo una nueva película de su hermano en el género giallo titulada Francesca, la cual también participó en Sitges y en otros eventos cinematográficos. En 2017 codirigió junto con su hermano el largometraje Los olvidados, enmarcado en el género del slasher. Ese mismo año cofundó con Michael Kraetzer la compañía de producción cinematográfica neozelandesa Black Mandala Films, con la que ha producido más de veinte filmes de terror de variedad de países.
En 2019 codirigió con su hermano Abrakadabra, la tercera parte de su llamada «trilogía giallo» junto con Sonno Profondo y Francesca. El mismo año dirigió un segmento de la película de antología A Night of Horror: Nightmare Radio, y en 2020 asumió la dirección creativa del filme Asylum: Twisted Horror and Fantasy Tales. También en 2020 codirigió junto con Guillermo Lockhart y Victor Català el largometraje El juego de las cien velas, protagonizada por Amy Smart, Magdalena Bravi y Clara Kovacic.

### Década de 2020 y actualidad
En 2022 dirigió su primera película en solitario, una secuela de Los olvidados titulada Los olvidados: Cicatrices, descrita por Emiliano Basile del portal Escribiendo Cine como «una película que no entrega nada que no se haya visto en el género y tampoco llega a los niveles de impacto de los clásicos», pero que «respeta con perfección técnica el canon del slasher en cuanto a tono y registro, y con eso le alcanza para ser un digno exponente». Un año después se estrenó en plataformas The Last Boy on Earth, su segundo filme en solitario; la película había tenido su estreno internacional en el Festival de Cannes de 2021, en la sección «Blood Window».

## Filmografía parcial
| Año  | Título                                    | Rol                           | Notas       |
| ---- | ----------------------------------------- | ----------------------------- | ----------- |
| 2013 | Sonno Profondo                            | Productor                     |             |
| 2015 | Francesca                                 | Productor                     |             |
| 2017 | Los olvidados                             | Codirector y productor        |             |
| 2018 | Abrakadabra                               | Codirector y productor        |             |
| 2019 | A Night of Horror: Nightmare Radio        | Codirector y productor        | Un segmento |
| 2020 | Mother                                    | Productor                     |             |
| 2020 | Asylum: Twisted Horror and Fantasy Tales  | Productor y director creativo | Un segmento |
| 2020 | El juego de las cien velas                | Codirector y productor        |             |
| 2021 | The Devil's Tail                          | Productor                     |             |
| 2021 | Dark Web: Descent into Hell               | Productor                     |             |
| 2021 | La forma del bosque                       | Productor                     |             |
| 2022 | Dark Cloud                                | Productor                     |             |
| 2022 | Los olvidados: Cicatrices                 | Director y productor          |             |
| 2022 | The Red Book Ritual                       | Director creativo             |             |
| 2023 | Nightmare Radio: The Night Stalker        | Productor                     |             |
| 2023 | The Last Boy on Earth                     | Director y productor          |             |
| 2023 | The 100 Candles Game: The Last Possession | Productor                     |             |